# Um Homem Inquieto
Um Homem inquieto - em sueco Den orolige mannen - é um romance escrito pelo sueco Henning Mankell, e publicado originalmente em 2010 pela editora Leopard Förlag.

Um oficial superior reformado desaparece durante o seu passeio matinal na floresta. Mais tarde desaparece igualmente a esposa dele. Apesar do caso estar nas mãos da polícia de Estocolmo, o inspetor Wallander não resiste a fazer a sua própria investigação. As pistas conduzem-no aos tempos da guerra fria, a organizações de extrema-direita, a assassinos profissionais da Europa de Leste.